# Католицька церква в Норвегії
Като́лицька це́рква в Норве́гії — друга християнська конфесія Норвегії. Складова всесвітньої Католицької церкви, яку очолює на Землі римський папа. Керується конференцією єпископів. Станом на 2004 рік у країні нараховувалося близько 55 000 католиків (1,21% від усього населення). Існувало 3 діоцезій, які об'єднували 32 церковних парафій.  Кількість  священиків — 70 (з них представники секулярного духовенства — 27, члени чернечих організацій — 43), постійних дияконів — 3, монахів — 48, монахинь — 173. 
Діє одна дієцезія Осло, дві територіальні прелатури в Тронгеймі і Тромсе (в загальному — 32 парафії).

## Історія

### Рання історія

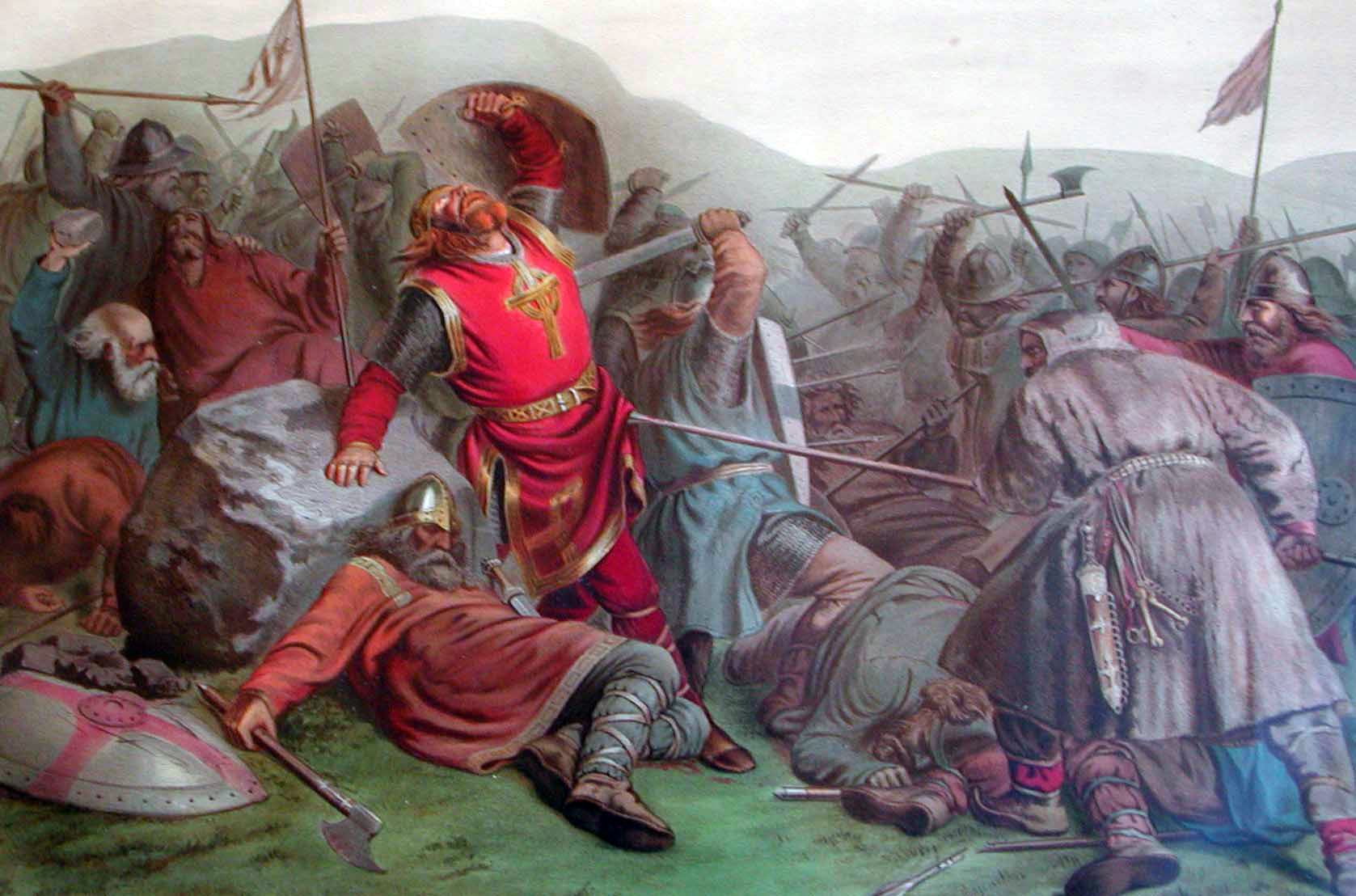
Гибель святого Олафа

Діяльність Католицької церкви на території нинішньої Норвегії почалася в IX—X століттях. На захід країни прибували католицькі місіонери з Британських островів, до яких у той час проповідували численні представники ірландської чернечої школи. На південь країни проникали місіонери з Німеччини. Тоді ж у Норвегії стали зводити перші християнські каплиці і церкви. У християнізації Норвегії також значну роль зіграли норвезькі конунги. Першу і невдалу спробу навернути норвежців на християнство зробив конунг Гокон Добрий (920—961). Після нього діяльність у цьому напрямку провадив конунг Олаф Трюггвасон (995—1000). Олаф Гаральдссон (1015—1028) використав християнство як один з елементів об'єднання норвежців у єдину державу. Канонізація Олафа Гаралдссона, який загинув при опорі поган, зіграла значну роль у самоідентифікації норвежців.

### Середньовіччя
Формування перших постійних церковних католицьких структур почалося за Олафа Тихого (1066—1093). У цей час в Норвегії були створені чотири католицьких дієцезії в Тронгеймі, Сельє, Осло і Ставангері. У 1152 році Святий Престол заснував Тронгеймську архідієцезію. У 1163 році ієрархи Католицької церкви отримали право брати участь у виборах норвезького конунга, що згодом призвело до суперечностей між світською та церковною владою.
Після втрати Норвегією незалежності в 1536 році в країні посилилися реформаторські настрої, в результаті яких почалася поступова секуляризація церковного майна на користь данської корони. У Норвегії почав діяти данський закон Ордонанс 1537 року, який наказував замінювати в парафіях католицьких священнослужителів на лютеранських. Католицькі священики були вигнані або ув'язнені, в разі, якщо вони не складали присягу данському королю.
На початку XVII століття Норвегія стала лютеранською країною. Католицизм у Норвегії був законодавчо заборонений. Католицькі монастирі були закриті. Були видані закони, що забороняли під страхом смерті в'їзд до Норвегії католицьких священнослужителів. Окремі католицькі парафії продовжували існувати лиш у віддалених частинах Норвегії до початку XVIII століття. До 1843 року, коли був знову дозволений католицизм, в країні були присутні лише нечисленні норвезькі крипто-католики.

### XIX століття

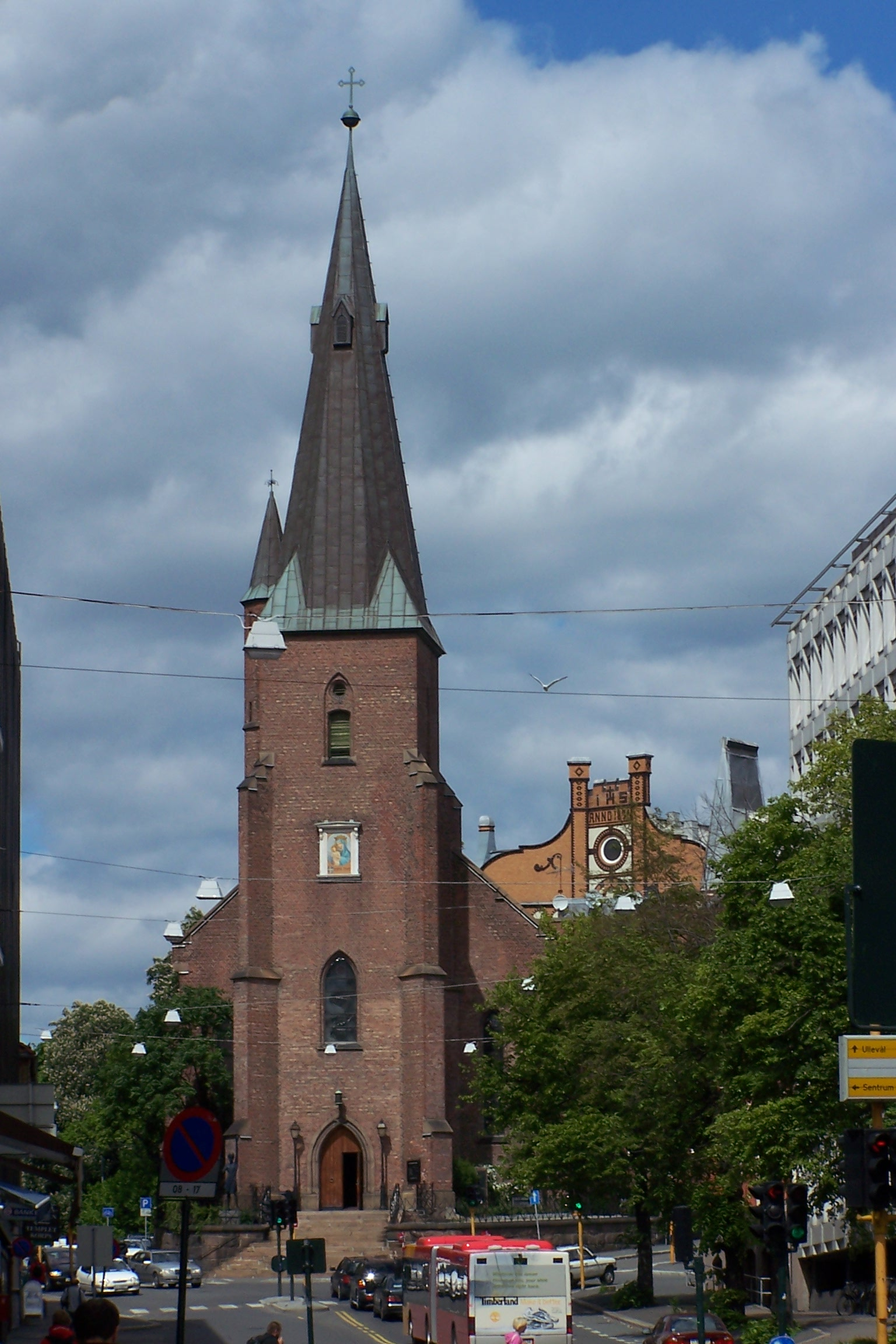
Собор святого Олафа, Осло

У 1814 році Норвегія вступила в унію зі Швецією, отримавши значну автономію. У Норвегії почало розвиватися національне лютеранство. У 1814 році Конституція Норвегії проголосила лютеранство національною релігією. У 1840 році був прийнятий «Закон про дисентерів», що дозволяв свободу віросповідання. У 1843 році в країні були відновлені перші католицькі богослужіння. Перша католицька парафія після Реформації була створена в Осло в 1843 році; через кілька років католицькі парафії були відкриті в Фіннмарк, Тромсе та Бергені. У 1856 році в Осло був побудований кафедральний собор святого Олафа.
У 1864 році в Норвегії почали з'являтися перші чернечі громади. У 1869 році в Норвегії була утворена перша католицька церковна структура після Реформації — Апостольська префектура, яка в 1892 році була перетворена в Апостольський вікаріат.

### XX століття
У 1953 році в Норвегії була заснована католицька дієцезія Осло і два Апостольських вікаріати в Тронгеймі і Тромсе. У 1964 році до Конституції Норвегії було внесено доповнення, яке дозволяло повну свободу віросповідання для всіх християнських конфесій. Закон від 13 травня 1969 року надав право всім зареєстрованим релігійним організаціям на державну підтримку.
Наприкінці XX століття в Норвегії почали засновуватися монастирі домініканців, цистерціанців, трапістів і францисканців.
З 1 по 3 червня 1989 року Папа Римський Іван-Павло II відвідав Норвегію з пастирським візитом.

## Еміграція
До 60-х років XX століття норвезька католицька громада залишалася релігійною меншиною чисельністю в декілька тисяч чоловік. По всій країні католицькі громади в різних містах і поселеннях представляли кілька сімей норвежців. Після початку масової еміграції Католицька церква значно збільшила свою чисельність. Католики-емігранти прибували з Німеччини, Нідерландів, Франції, Чилі, Філіппін, В'єтнаму і Шрі-Ланки. Після вступу Польщі та Литви до Євросоюзу в країну стали прибувати емігранти з цих країн. Норвежці у 2011 році становили близько 40% від усієї чисельності католиків в країні і в основному вони є колишніми членами лютеранської церкви, які перейшли з різних причин у католицизм.

## Структура Католицької церкви в Норвегії

### Римо-католицька церква
У 2011 році в Норвегії діяли:
- Дієцезія Осло
- Територіальна прелатура Тронгейма
- Територіальна прелатура Тромсе

### Українська греко-католицька церква
Нечисленні вірні Української греко-католицької церкви, що проживають у Норвегії, належать до Апостольського екзархату УГКЦ в Німеччині та Скандинавії. Богослужіння відбуваються кожної першої неділі місяця в римо-католицькому храмі святого Йосифа в Осло і в каплиці святої Суніви в Бергені.